# Титученко, Николай
Николай Титученко (рум. Nicolai Titucenco, род. 1 сентября 1981, Тирасполь) — молдавский футболист, защитник.

## Биография
Николай Титученко родился 1 сентября 1981 года в городе Тирасполь Молдавской ССР (сейчас в Приднестровье).
Играл в футбол на позиции защитника.
В сезоне-1999/2000 был игроком тираспольского «Тилигула», но ни разу не вышел на поле в чемпионате Молдавии, проведя только один матч в Кубке страны.
В 2001 году играл на Украине за «Атлетик» из Великой Михайловки, выступавший в чемпионате Одесской области.
В 2004 году перешёл в «Динамо» из Бендер, игравшее во втором эшелоне молдавского футбола — дивизионе «А», и помог подняться в Национальный дивизион, проведя 30 матчей и забив 5 мячей. Впоследствии провёл ещё шесть сезонов в чемпионате Молдавии в составе «Динамо», сыграв 111 матчей и забив 7 голов. В сезоне-2011/12 играл в той же команде, вылетевшей в дивизион «А» и сменившей название на «Тигину», но провёл только 2 матча, забил 1 мяч.
В 2013 году играл в России за белореченский «Химик», став чемпионом Краснодарского края.